# Pietro Cerone

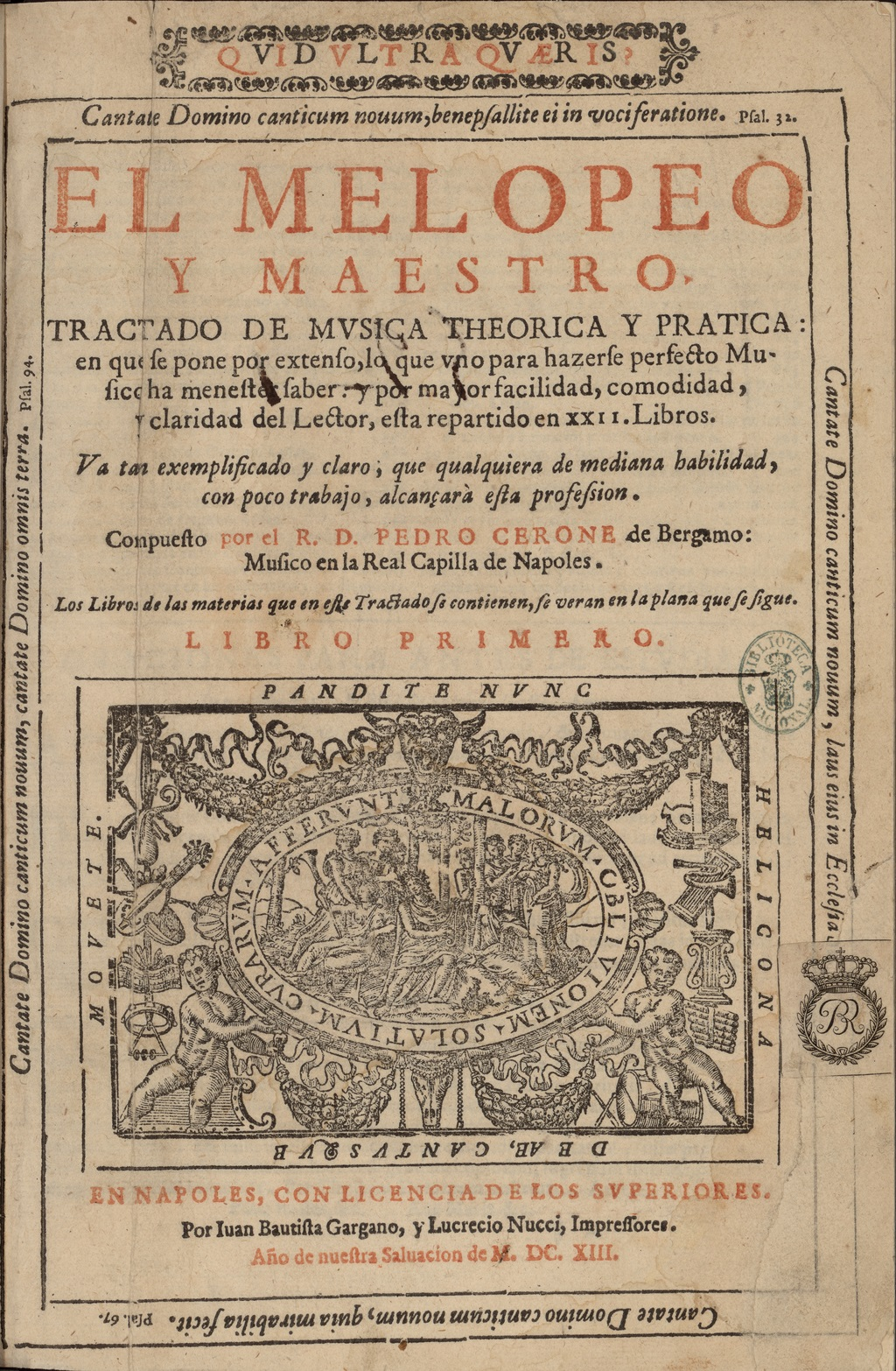
El Melopeo y Maestro (1613).

Domenico Pietro Cerone, född 1566 i Bergamo, död 1625 i Neapel, var en italiensk musikteoretiker. 
Cerone, som ursprungligen var präst, tjänstgjorde även som sångare, från 1592 i Spanien, och utnämndes 1608 till kunglig spansk kapellmästare i Neapel. Hans Regole per il canto fermo (1609) och främst hans på spanska skrivna El Melopeo y Maestro, tractado de musica theorica y pratica (1613) tillhör sin tids främsta musikteoretiska verk.